# Мартяшева (деревня)
Мартяшева — деревня в Тобольском районе Тюменской области, входит в состав Дегтяревское сельского поселения.

## География
Находится примерно в 49 км от Тобольска. Автобусное сообщение. Рядом протекает река Тобол. 

## Население
| 2010 |
| ---- |
| 13   |